# Vanadijeve anorganske spojine
Vanadij je prehodni element in tvori spojine, ki so naštete na spodnjem seznamu.

## Seznam
- Vanadijev karbid-VC,
- Vanadijev kisikotriklorid-VOCl3,
- Vanadijev tetraklorid-VCl4,
- Vanadijev(II) klorid-VCl2,
- Vanadijev(III) bromid-VBr3,
- Vanadijev(III) klorid-VCl3,
- Vanadijev(V) oksid-V2O5,
- Vanadocen diklorid-Cp2VCl2,